# Sac de Liège

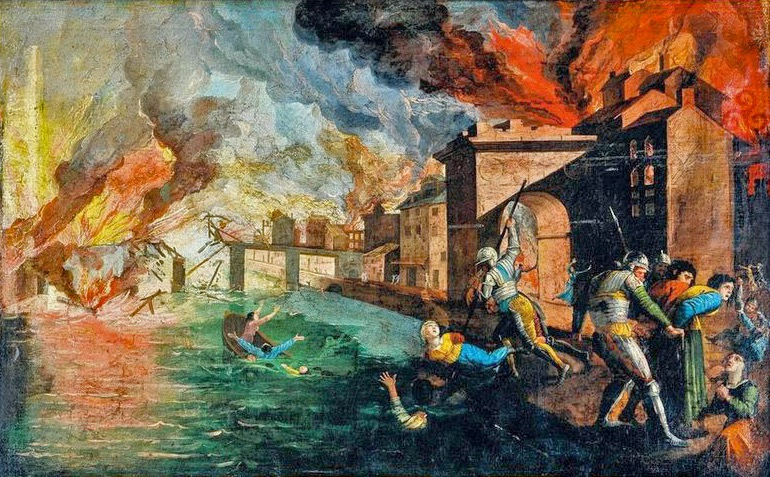
Joseph Dreppe, Le Sac de Liège (1805)

Le sac de Liège est perpétré à l'automne 1468 par les troupes du duc de Bourgogne Charles le Téméraire à la suite de la troisième révolte anti-bourguignonne de la principauté de Liège et de l'assaut dit des six cents Franchimontois, lors duquel des insurgés attaquent par surprise le duc, accompagné du roi Louis XI qui a pourtant encouragé la révolte. Cet épisode tragique de la vie liégeoise, qui fait suite au précédent sac de Dinant, est l'un des mieux connus des guerres de Liège.

## Histoire
En 1456, Louis de Bourbon est nommé prince-évêque de Liège par le pape, grâce à l'influence de son oncle le duc Philippe le Bon de Bourgogne, au mépris des règles d'élections en vigueur. Le dessein de la manœuvre est clair :  placer la principauté de Liège, enclave épiscopale au sein des Pays-Bas bourguignons, sous l'autorité de la maison de Bourgogne.
Ce projet a de nombreux opposants internes à la principauté, mais aussi externes, dont le roi de France lui-même, Louis XI, qui encourage les Liégeois à ne pas se soumettre à l'autorité du duc de Bourgogne, son vassal insoumis. À la suite d'un premier échec de révolte en 1465, la paix de Saint-Trond place officiellement la principauté sous protectorat bourguignon et consacre le duc de Bourgogne protecteur de la Cité.
Le 15 juin 1467, Charles le Téméraire succède à son père Philippe le Bon à la tête de l'ensemble bourguignon. Une deuxième révolte échoue de nouveau à Brustem. Alors que les murs liégeois sont détruits, un nouveau traité est conclu et fait de Guy de Brimeu le lieutenant général du pays de Liège.

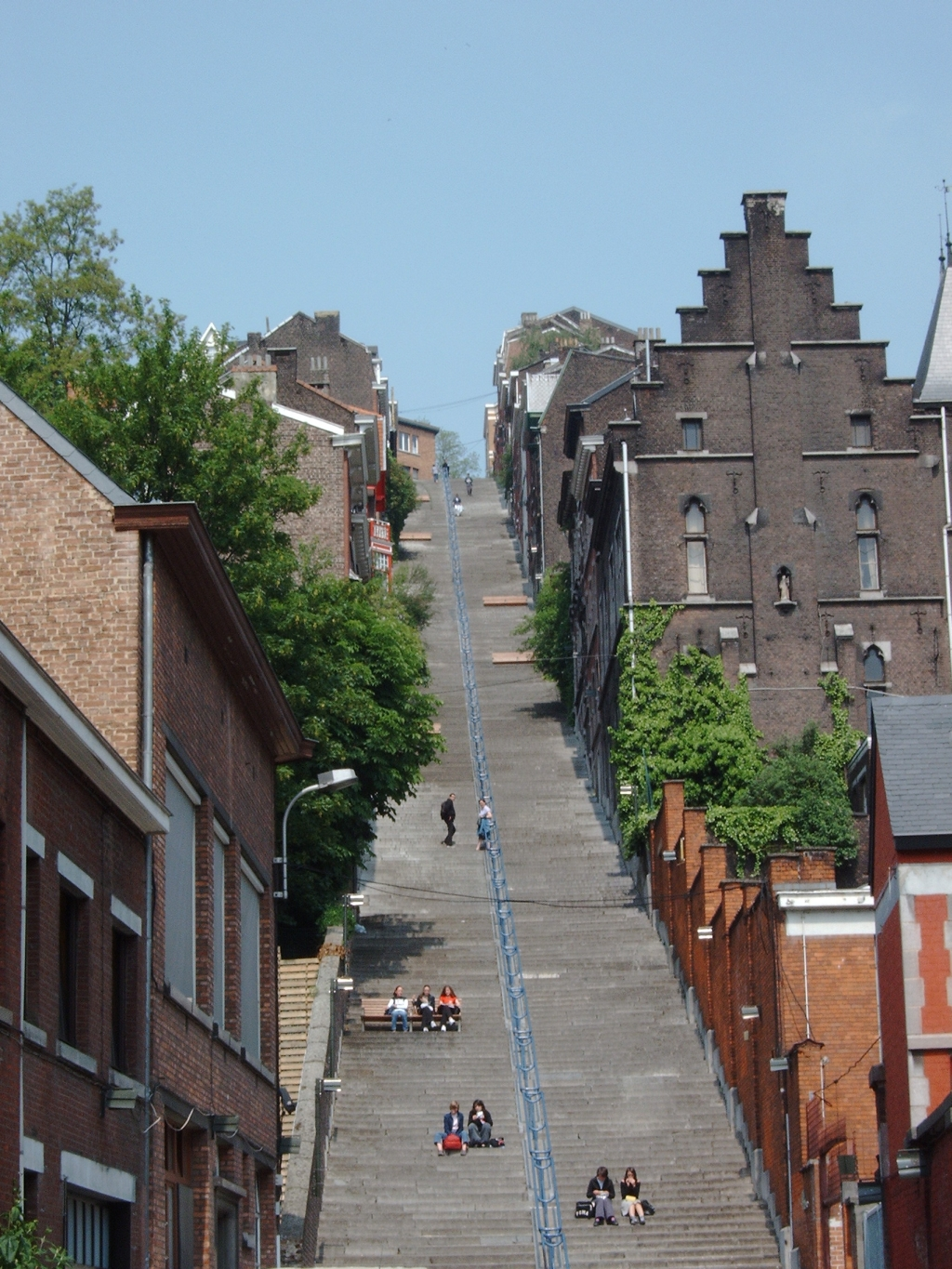
La montagne de Bueren, érigée en mémoire des six-cents Franchimontois

En octobre 1468, alors qu'une nouvelle révolte fait rage, Louis de Bourbon s'échappe de la cité épiscopale, mais les Liégeois le rattrapent à Tongres et le ramènent à Liège. Le prince-évêque et le lieutenant général sont tous deux à la merci des Liégeois, qui en appellent au roi de France, ce qui irrite le duc de Bourgogne, alors en pourparlers avec Louis XI. Le duc résout de venir à Liège ramener l'ordre et asseoir son autorité. Le roi de France est, à titre d'humiliation, contraint de l'accompagner et de prendre part à la répression de ses alliés liégeois.
Le 22 octobre, une milice liégeoise tente d'enrayer la progression de l'armée bourguignonne et se fait écraser à Lantin.
Le 26 octobre, une attaque tente encore de déloger les soldats ennemis des faubourgs de la ville. En désespoir de cause, Gossuin de Streel et Vincent de Bueren rassemblent les dernières forces disponibles, dont fait semble-t-il partie un important contingent venu du pays de Franchimont, pour une dernière tentative nocturne.
Dans la nuit du 29 au 30 octobre, un groupe composé de six cents hommes, les « Six cents Franchimontois », monte vers Sainte-Walburge, où est établi le campement des ennemis. Ils comptent sur l'effet de surprise pour capturer le duc de Bourgogne et le roi de France et ainsi inverser le rapport de force. Arrivés sur les lieux, les hommes parviennent à maîtriser les sentinelles, mais ils perdent du temps à combattre les soldats bourguignons plutôt que de se rendre là où les chefs logent dans le camp. Ceux-ci ont donc le temps d’organiser une contre-offensive, et les Franchimontois sont décimés. 
Le lendemain, en guise de représailles, le duc ordonne la destruction de la ville. Une attaque simultanée est menée. Un premier contingent dirigé par le maréchal Thibaut de Neufchâtel, le Grand Bâtard Antoine et Adolphe de Clèves attaque par la porte de Vivegnis ; un deuxième, dirigé par Philippe de Savoie et les frères de l'évêque, pénètre dans la ville par la porte Saint-Léonard ; enfin, le duc, accompagné du roi, entre par la porte Sainte-Walburge. Prises par surprise, les défenses liégeoises sont neutralisées. Au cri de « Vive Bourgogne », les troupes bourguignonnes arrivent à la place du Marché. Là, la ville est mise à sac : la population est massacrée, les femmes sont violées, les quartiers sont pillés par l'armée — malgré des restrictions ducales. 
Le 2 novembre, Louis XI quitte la ville, escorté par le Téméraire. Le lendemain, jour de la Saint-Hubert, saint patron de la ville, ce dernier décide d'incendier la ville, en préservant toutefois les édifices religieux. Par trois fois, la ville est incendiée, référence aux trois révoltes liégeoises : pendant sept semaines, la ville est en flammes.
L'armée bourguignonne repart avec butins et otages. Le duc quitte la ville le 9 novembre et part à la poursuite des Liégeois réfugiés dans les forêts ardennaises.

Le Perron de Liège, symbole des libertés urbaines, est démonté et transporté à Bruges, où il est mis en évidence à la Bourse. Là, une inscription latine y est placée : 

« N'élevez plus vos fronts si hautains vers le ciel : 
 Par ma chute, apprenez qu'il n'y a rien d'éternel. 
 Symbole de courage et de gloire, naguère 
 Je protégeais un peuple invincible à la guerre, 
 Et j'atteste aujourd'hui, vil jouet méprisé, 
 Que Charles m'a vaincu, que Charles m'a brisé. »

## Conséquences

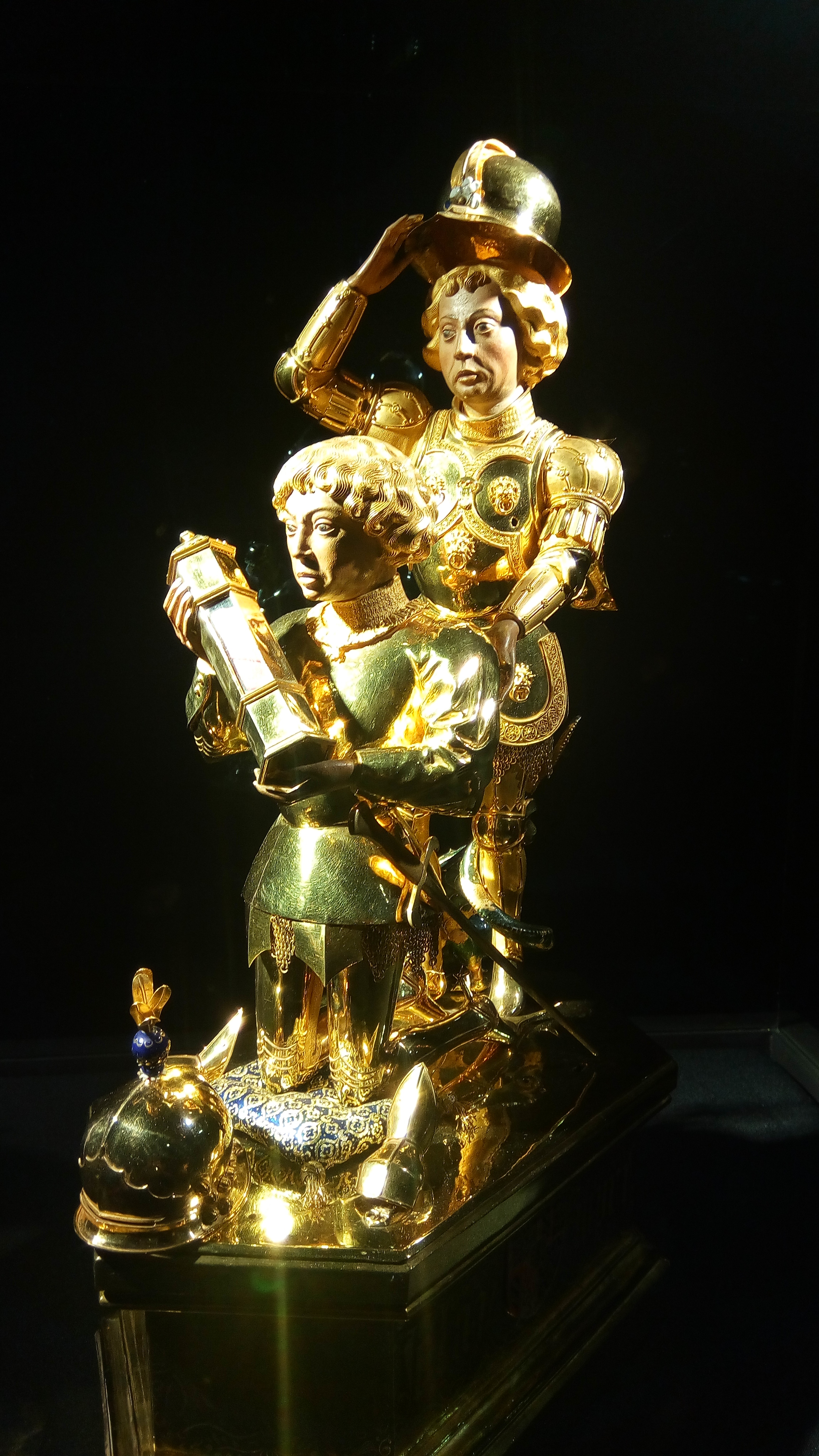
Reliquaire de Charles le Téméraire, Trésor de Liège.

La nouvelle du sac de Liège fait vite le tour des cours et villes européennes, notamment au sein de l'espace germanique, y faisant naître un sentiment de crainte face aux ambitions du Téméraire : alors que Cologne s'excuse d'avoir pu accueillir des réfugiés mosans, Aix-la-Chapelle offre ses clés au duc. Plus tard, lors du siège de Neuss ou dans la lutte des Confédérés suisses, le souvenir de Liège restera présent dans l'hostilité des villes face au duc de Bourgogne.
Dès 1469, les religieux sont autorisés à reconstruire quelques quartiers, et, en 1475, les Liégeois obtiennent l'autorisation de reconstruire leur ville, moyennant la levée de 6 000 archers devant rejoindre les armées ducales.
En 1471, le duc se fait représenter sur un reliquaire qu'il offre à la cathédrale Saint-Lambert : soutenu par saint Georges, il porte une relique de saint Lambert. 

## Sur les Franchimontois
Le Marquisat de Franchimont, d'où sont issus les Six Cents Franchimontois, est une vaste région sise au sud-est de Liège reprenant les communes actuelles de Spa, Verviers, Jalhay et Theux. Lors du sac de Liège, Theux est le chef-ban de ce marquisat réputé pour la qualité de ses moulins à fer (forges).
Le nombre 600 avancé par Philippe de Commynes dans ses mémoires est à prendre avec recul. Il suggère une force à la fois restreinte pour se faufiler dans le vaste campement ennemi sans être repérée, et suffisante pour faire craindre à la vie du Duc, mais jamais nous ne connaîtrons l'exact nombre de ce commando.

Commynes écrit sur les Franchimontois :
(...) et sept ou huit cens hommes de pied, qui sont d'une petite montaigne au derrière du Liege, appellé le pays de Franchimont ; et a la vérité, ilz ont esté toujours renomméz tres vaillans ceulx de ce quartier.
Le chapitre XIV La destruction de Liège, s'achève sur l'évocation de la destruction du pays de Franchimont par les forces bourguignonnes dirigées par le duc lui-même qui logea cinq ou six jours au village de Polleur.

## Souvenir et commémoration
- Le 5 août 1914, à l'aube de la grande guerre, le roi Albert Ier fait afficher dans tout le royaume de Belgique la " Proclamation du Roi à l’Armée et à la Nation "  :

Souvenez-vous, devant l'ennemi, qui vous combattez pour la liberté et pour vos foyers menacés. Souvenez-vous, Flamands, de la bataille des "Eperons d'Or", et vous, Wallons de Liège, qui êtes en ce moment à l'honneur, des 600 Franchimontois.
- Le monument aux morts de la commune de Theux honore le sacrifice des Franchimontois à côté des soldats de la grande guerre.
- En 1968, la-dite commune commémore les 500 ans de ce qui devient l'épopée des Six Cents Franchimontois.
- Depuis, une marche aux flambeaux se tient annuellement dans le centre de Theux et une marche sur Liège quinquennale rassemble un millier de marcheurs en costume d'époque lors de chaque édition.

- La troupe de reconstitution historique La Verte Tente, fondée à Theux en 1996, restitue la milice corporative et les résistants à la Bourgogne.

- Une plaque commémorative rappelant les Six Cents Franchimontois se trouve au sommet des escaliers de la montagne de Bueren.

## Sources
- Article de Sophie Rottiers in Les grands Mythes de L'histoire de Belgique, de Flandre et de Wallonie, evo-histoire,  1996,  (ISBN 2-87003-301-X)
- L'épisode est romancé dans La Cité ardente de Henry Carton de Wiart. C'est, depuis ce livre, le surnom de Liège.
- Henri Del Vaux, Dictionnaire géographique et statistique de la province de Liège, Liège, Jeunehomme frères, 1835, 330 p. (présentation en ligne, lire en ligne), p. 257: «Liège était assiègé par Charles-le-Téméraire, duc de Bourgogne et Louis XI, roi de France : la ville n'était défendue que par ses propres citoyens et 7 à 800 hommes du pays de Franchimont. Dans cette cruelle extrémité, 600 Franchimontois sortirent de la ville pour aller surprendre le roi et le duc dans la maison où ils étaient logés… »